# Bahía de Samanco
La bahía de Samanco es una bahía de la costa norcentral del Perú, situada en el litoral de la provincia de Santa, dentro del departamento de Áncash. Constituye un entrante del océano Pacífico que se extiende entre las puntas Zamora y Filomena, comprendiendo un área de aproximadamente 69 km². Es una bahía cerrada que presenta un peculiar perfil en forma de media luna, cuyo puerto del mismo nombre, está ubicado en el lado sureste de la bahía. Cuenta con playas arenosas de curvatura uniforme ubicadas en el centro y acantilados en las zonas laterales de este entrantre marítimo. Entre las islas de la bahía se encuentran las islas Redonda y El Grillo.

## Descripción geográfica
La bahía de Samanco se encuentra ubicada entre los paralelos 09°10’ y 09°17’ de latitud sur y de 78°28’ a 78°34’ de longitud oeste. Tiene una extensión aproximada de 9,7 km de largo y alrededor de 5,5 km de ancho, con una profundidad máxima de 40 metros en la entrada de la bahía. Al norte de la bahía se alza la península del Ferrol que la separa de la bahía de Chimbote, en el extremo sur de esta península se encuentra la isla Redonda, entre cuyo término meridional y la punta Filomena está un canal de unos 3,2 km de ancho que da acceso a la bahía. Al ingresar a la bahía por el centro del canal, que está libre de obstáculos a 6,44 km se puede divisar una pequeña isla blanquecino conocida como Grillo, cubierto de guano y rodeado de piedras en sus proximidades.
Su borde costero se caracteriza por la presencia de playas arenosas de poca pendiente como Vesique, Atahualpa y Anconcillo, áreas rocosas, acantilados y ocurrencias de farallones, de entre los que sobresalen algunos cerros como el División, El Túnel, Colorado y el cerro Samanco, alcanzando este último una altitud de aproximadamente 256 metros.
Las corrientes de agua superficiales en la bahía presentan intensidades de débiles a moderadas, describiendo un giro horario, ingresando por el extremo norte y circulando de norte a sur dentro de la bahía y luego emigrando por el extremo sur de la bocana; mientras en el fondo las masas de agua ingresan por el extremo sur y dejan la bahía por el extremo norte de la bocana.
La bahía de Samanco, se caracteriza por sus aguas tranquilas y mansas, pues en ella no se producen bravezas de mar y tiene casi la quietud de una laguna; el fondo de la bahía está cubierto de grava, conchuela, arena y finos (limo y arcilla).

## Diversidad biológica
La bahía de Samanco presenta una gran biodiversidad marina, pues constituye un área de reproducción, crecimiento y refugio de especies propias y ocasionales. Toda esta singular riqueza biológica está representada principalmente por 43 especies de peces, 52 especies de moluscos, 23 especies de crustáceos, 12 especies de equinodermos, 9 especies de cnidarios y al menos 10 especies de macroalgas.
La bahía está considerada como un ecosistema que brinda refugio y alimentación a numerosas especies de aves entre las que destacan el pelícano peruano (Pelecanus thagus), la pardela parda (Puffinus creatopus), el piquero peruano (Sula variegata), el cormorán guanay (Phalacrocorax bougainvillii), el paíño ahumado (Oceanodroma markhami), la gaviota peruana (Larus belcheri), entre otras.
El mundo submarino de la bahía de Samanco muestra un impresionante paisaje y mucha vida, donde los peces e invertebrados son los grupos taxonómicos más representativos. Se pueden encontrar invertebrados marinos comerciales, entre moluscos y crustáceos, como el calamar (Loligo gahi), el cangrejo jaiva (Cancer porteri), la marucha (Donax sp.), la pata de mula (Trachycardium procerum), el caracol negro (Tegula atra), el cangrejo violáceo (Platyxanthus orbignyi), la concha de abanico (Argopecten purpuratus), la almeja (Gari solida), la concha navaja (Tagelus dombeii) o el pulpo (Octopus mimus), entre otros. 
La diversidad marina presente en la bahía da soporte a la pesca artesanal que se realiza a lo largo de todo su litoral y que captura trambollo (Labrisomus philippii), blénido o borracho (Scartichthys gigas), pintadilla (Cheilodactylus variegatus), chita (Anisotremus scapularis), machete (Etmidium maculatum), pejerrey (Odonthesthes regia regia), entre otras especies.